# Römerstein (Forstenrieder Park)

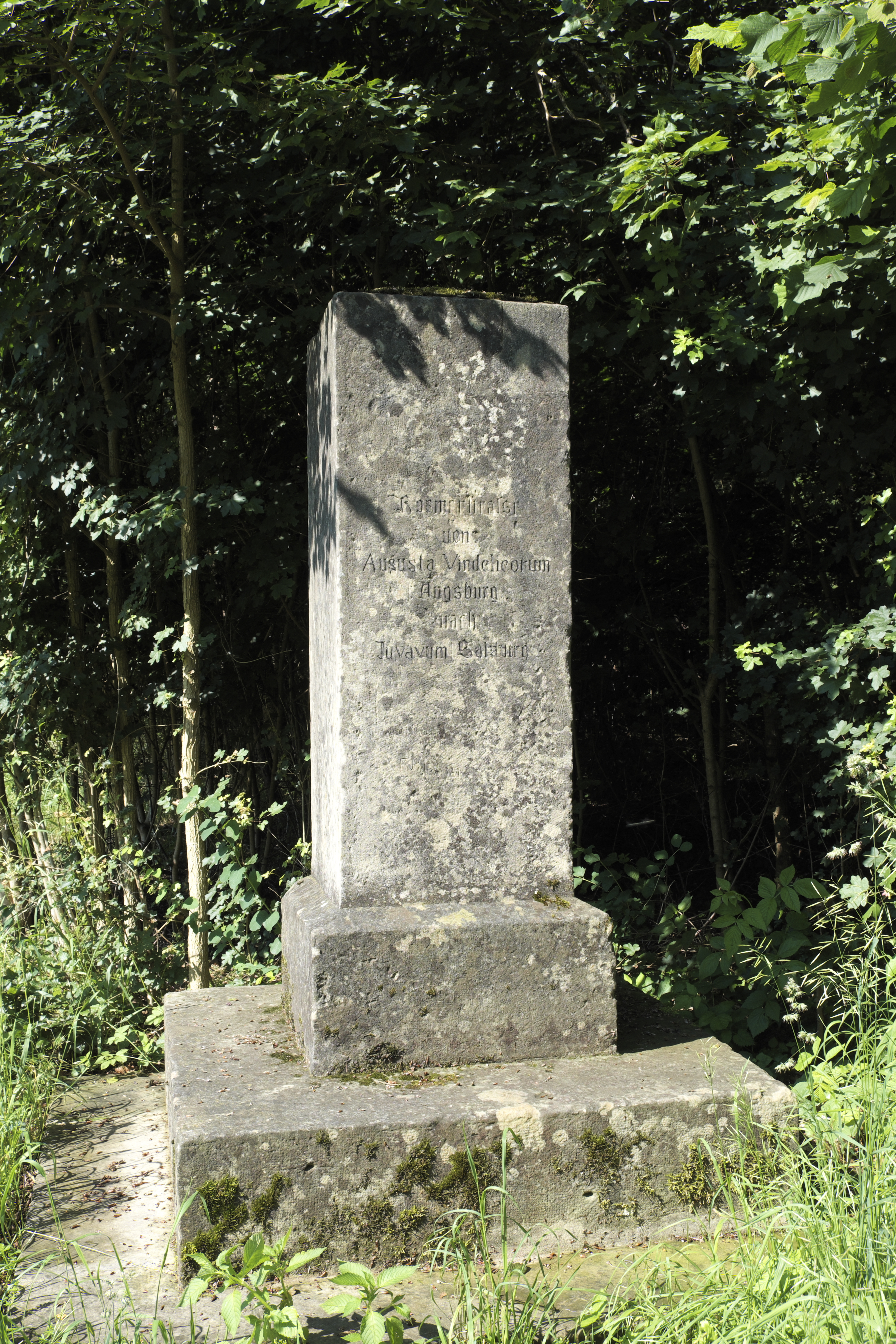
Römerstein im Forstenrieder Park

Der Römerstein ist ein Gedenkstein im Forstenrieder Park im Landkreis München. Er erinnert daran, dass die Via Julia genannte Römerstraße zwischen Augsburg und Salzburg an dieser Stelle vorbeiführte. Der Gedenkstein ist als Baudenkmal in die Bayerische Denkmalliste eingetragen.

## Lage
Der Römerstein steht ungefähr bei Kilometer 9 der Bundesautobahn 95 am Abzweig eines Forstwegs, der die Bezeichnung „Römerstraße“ führt, von der westlich direkt neben der Autobahn verlaufenden Staatsstraße 2065. Im Gegensatz zu den meisten Forstwegen (Geräumten) im Forstenrieder Park, die in Nordost-Südwest-Richtung oder in Nordwest-Südost-Richtung verlaufen, führt dieser Forstweg von dem Römerstein aus ungefähr nach Westen und folgt damit bis kurz vor Buchendorf dem historischen Verlauf der Via Julia.

## Geschichte
König Maximilian II. ließ um 1850 an mehreren Schnittpunkten der Via Julia mit den damaligen Landstraßen Gedenksteine aufstellen. Der Stein im Forstenrieder Park stand an der Kreuzung mit der durch den Wald führenden Landstraße nach Starnberg, die in den 1930er Jahren zur Olympiastraße ausgebaut wurde. Als diese Straße in den 1960er Jahren zur Bundesautobahn ausgebaut wurde, kam der Gedenkstein in deren Mittelstreifen zu stehen. 1979 wurde er an seine derzeitige Stelle westlich der Autobahn versetzt.

## Beschreibung
Der Gedenkstein ist eine etwa zwei Meter hohe Steinstele mit quadratischem Grundriss auf einem ebenfalls quadratischen Sockel. An ihrer Nordseite trägt die Stele die Inschrift: